# Hesperopenna flava
Hesperopenna flava es una especie de insecto coleóptero de la familia Chrysomelidae.
Fue descrita científicamente en 1981 por Medvedev & Dang.